# Erster Kontakt
Erster Kontakt (Originaltitel: First Contact) ist die 15. Folge der vierten Staffel der US-amerikanischen Science-Fiction-Fernsehserie Raumschiff Enterprise – Das nächste Jahrhundert. Sie wurde in den Vereinigten Staaten über Syndication vermarktet und erstmals am 18. Februar 1991 auf verschiedenen Fernsehsendern ausgestrahlt. In Deutschland war sie zum ersten Mal am 9. März 1994 in einer synchronisierten Fassung auf Sat.1 zu sehen.

## Handlung
Im Jahr 2367 nimmt die Enterprise an der letzten Phase einer Erstkontaktmission auf dem Planeten Malcor III teil. Die Malcorianer stehen kurz davor, ein Raumschiff mit Warp-Antrieb zu testen. Die Vereinigte Föderation der Planeten hat daher beschlossen, ihnen zu offenbaren, dass sie nicht die einzigen intelligenten Wesen in der Galaxie sind. Um diesen Schritt gründlich vorzubereiten, wird ihre Gesellschaft verdeckt beobachtet. Auch Will Riker, der erste Offizier der Enterprise, nimmt daran teil, doch es kommt zu einem unerwarteten Zwischenfall. Bei der Niederschlagung von Unruhen wird er verletzt und muss in ein Krankenhaus gebracht werden. Dort stellen die Ärzte fest, dass sein Aussehen zwar kosmetisch an das der Malcorianer angepasst wurde, seine Anatomie sich aber erheblich unterscheidet. Riker gibt sich als Rivas Jakara, ein Tourist vom südlichen Kontinent, aus und behauptet, seine Abnormalitäten seien genetisch bedingt. Seine Hausärztin Dr. Crusher sei mit seinem Fall gut vertraut, doch sie sei momentan im Urlaub und nicht erreichbar. Sein behandelnder Arzt Dr. Berel ist von dieser Geschichte nicht überzeugt. Er hält ihn für einen Außerirdischen und ordnet an, dass er rund um die Uhr bewacht wird.
Währenddessen bespricht die malcorianische Weltraumministerin Mirasta Yale ihre Pläne für den Test des Warp-Antriebs mit Kanzler Avel Durken. Der reformfreudige Durken bewilligt ihre Pläne, sehr zum Missfallen seines konservativen Sicherheitsministers Krola. Als Yale sich daraufhin zur Arbeit in ihr Labor begibt, erhält sie dort unerwarteten Besuch von Jean-Luc Picard, dem Captain der Enterprise, und seiner Beraterin Deanna Troi. Sie geben sich ihr offen als Außerirdische zu erkennen, die einen ersten Kontakt herstellen möchten. Yale hält das zunächst für einen Scherz, doch Picard lädt sie ein, mit ihnen zurück auf die Enterprise zu beamen. Sie ist überwältigt von dem, was sie dort sieht, und erzählt Picard, dass sie von einer Begegnung mit fremden Kulturen träumt, seit sie als Kind zum ersten Mal in einem Planetarium war. Picard muss ihr gestehen, dass die Vorbereitungen für den Erstkontakt nicht ganz nach Plan laufen, da der Kontakt zu Will Riker abgebrochen ist. Yale erklärt sich bereit, bei der Suche zu helfen, doch sie warnt Picard: Auf ihrem Planeten herrscht der Glaube vor, dass die Malcorianer die am höchsten entwickelte Lebensform der Galaxie sind. Wenn die Anwesenheit von Außerirdischen auf die falsche Weise enttarnt würde, würde dies leicht zu Unruhen führen.
Yale beschließt, Picard Kanzler Durken vorzustellen, dem sie vertraut. Krola hingegen lässt sie in Unkenntnis. Auch Durken wird auf die Enterprise gebeamt, wo Picard seinem Volk die Freundschaft der Föderation anbietet. Durken ist deutlich bedächtiger als Yale, doch Picard versichert ihm, dass man die Wünsche der Malcorianer respektieren wird, auch wenn das heißen sollte, dass die Föderation den Planeten verlassen und nie wieder zurückkehren soll.
Im Krankenhaus wird Riker währenddessen verhört. Seine Hintergrundgeschichte wurde überprüft und als falsch entlarvt. Man wirft ihm vor, ein Außerirdischer zu sein, was er als lächerlich zurückweist. Ihm wird klar, dass er das Krankenhaus schnellstens verlassen muss. Eine Krankenschwester ist bereit, ihm zu helfen, doch dafür muss er mit ihr „Liebe machen“. Sie lenkt die Wachen ab, damit er unbemerkt sein Zimmer verlassen kann. Er kommt allerdings nicht weit und wird erneut gestellt. Es kommt zu einem Kampf, bei dem seine Wunden wieder aufreißen.
Durken informiert sein Kabinett über die Anwesenheit der Enterprise und der Föderations-Beobachter. Krola ist entsetzt und wirft Durken vor, seine Reformen und das schnelle Vordringen in den Weltraum würden die Kultur des Planeten zerstören. Die Beobachter hält er für Spione und er gibt an, einen von ihnen gefangen zu haben. Yale ist sofort klar, dass damit Riker gemeint ist, und Durken ist sehr ungehalten darüber, dass sie ihm ihr Wissen über Riker bislang vorenthalten hat.
Krola begibt sich ins Krankenhaus, wo er Riker persönlich verhören will. Als Dr. Berel dies wegen Rikers kritischen Gesundheitszustands nicht gestatten will, lässt ihn Krola kurzerhand ersetzen. Er lässt Riker aufwecken und verlangt dann, mit ihm allein gelassen zu werden. Er hat nicht wirklich vor, Informationen von ihm zu erlangen, sondern er will Durken davon überzeugen, dass er eine Gefahr darstellt. Hierfür ist er sogar bereit, sein eigenes Leben zu opfern. Er drückt Riker seinen konfiszierten Phaser in die Hand und zielt damit auf sich selbst. Ein Schuss löst sich und Krola sinkt zu Boden.
Kurz darauf beamt Beverly Crusher, die Schiffsärztin der Enterprise, in das Krankenzimmer. Sie lässt die beiden Männer sofort zur Behandlung aufs Schiff beamen. Dort trifft der erstaunte Krola auf Durken und muss feststellen, dass sein Plan nicht aufgegangen ist. Der Phaser war nur auf Betäubung eingestellt und Riker war gar nicht in der Lage, ihn zu benutzen. Somit ist klar, dass Krola auf sich selbst geschossen hat. Der Vorfall macht Durken allerdings deutlich, dass sein Volk noch nicht bereit ist für einen ersten Kontakt. Er bittet Picard, die Beobachter abzuziehen und wieder zu gehen. Zudem will er das Warp-Programm vorübergehend einstellen, um der Gesellschaft seines Planeten die Möglichkeit zu geben, mit den technischen Weiterentwicklungen Schritt zu halten. Yale hingegen bittet darum, Malcor III verlassen zu dürfen und von der Enterprise mitgenommen zu werden, was ihr gewährt wird.

## Verbindungen zu anderen Star-Trek-Produktionen
Picard trinkt hier mit Kanzler Avel Durken Wein aus einer Flasche, die ihm sein Bruder Robert in Folge 4.02 (Familienbegegnung) geschenkt hat.
Einige Elemente aus dieser Folge wurden in späteren Star-Trek-Produktionen wieder aufgegriffen:
- Das gleiche Motiv des störenden Kontakts von außerhalb wird in der Folge 5.13 (Das künstliche Paradies) von Raumschiff Enterprise – Das nächste Jahrhundert aus dem Jahr 1992 wieder aufgegriffen. Auch in dieser Folge gibt es einen männlichen Anführer, der das Beste für sein Volk will, einen männlichen Sicherheitschef, der den Fremden gegenüber abweisend eingestellt ist, und eine weibliche Wissenschaftlerin, die die Enterprise großartig findet und letztendlich ihre Heimat verlassen möchte.
- Der englische Originaltitel wurde für den achten Star-Trek-Kinofilm Star Trek: Der erste Kontakt (Star Trek: First Contact) aus dem Jahr 1996 übernommen, in dem es um den ersten Kontakt der Menschen mit den Vulkaniern geht. Auch der Titel von Folge 2.10 (Erster Erster Kontakt, englisch: First First Contact) der animierten Serie Star Trek: Lower Decks aus dem Jahr 2021 ist eine Anspielung auf diese Folge.
- Picard erwähnt einen missglückten Erstkontakt mit den Klingonen, der zu einem langen Krieg führte. In den Serien Star Trek: Enterprise und Star Trek: Discovery wurde dieses Thema vertieft.

## Produktion

### Drehbuch
Die Folge basiert auf einer Idee, die Marc Scott Zicree bereits während der dritten Staffel vorgeschlagen hatte. Sie wurde von mehreren Autoren mehrfach überarbeitet, doch Showrunner Michael Piller war mit den Ergebnissen zunächst unzufrieden. Erst als die Geschichte nicht mehr primär aus der Perspektive der Enterprise-Besatzung, sondern der Malcorianer erzählt wurde, funktionierte sie für Piller.

### Darsteller
Die Hauptfigur Geordi La Forge (LeVar Burton) hat in dieser Folge keinen Auftritt.
Carolyn Seymour, Darstellerin von Mirasta Yale, hatte zuvor bereits die Romulanerin Taris in Folge 2.11 (Die Iconia-Sonden) von Raumschiff Enterprise – Das nächste Jahrhundert gespielt. Sie spielte später noch die Romulanerin Toreth in Folge 6.14 (Das Gesicht des Feindes) von Raumschiff Enterprise – Das nächste Jahrhundert und die Holodeckfigur Mrs. Templeton in zwei Folgen von Star Trek: Raumschiff Voyager.
Michael Ensign, Darsteller von Krola, spielte später auch den Vulkanier Lojal in Folge 1.17 (Persönlichkeiten) von Star Trek: Deep Space Nine, den takarianischen Erzähler in Folge 3.05 (Das Wurmloch) von Star Trek: Raumschiff Voyager und den Vulkanier Oratt in Folge 2.14 (Stigma) von Star Trek: Enterprise.

### Kulissen
Für die Darstellung der Hauptstadt von Malcor III wurde ein Matte Painting verwendet, das erstmals in Folge 1.14 (Planet Angel One) eingesetzt wurde. Es wurde in leicht veränderter Form noch in mehreren weiteren Folgen von Raumschiff Enterprise – Das nächste Jahrhundert, Star Trek: Deep Space Nine und Star Trek: Raumschiff Voyager für die Darstellung anderer außerirdischer Städte wiederverwendet.

## Rezeption
Die Zeitschrift Entertainment Weekly führte Erster Kontakt 2007 in einer Liste der zehn besten Folgen von Raumschiff Enterprise – Das nächste Jahrhundert auf Platz 8.
Keith DeCandido bewertete Erster Kontakt 2012 auf tor.com als eine durchschnittliche Folge von Raumschiff Enterprise – Das nächste Jahrhundert. Ihm gefiel die Idee einer Erstkontaktsituation, er fand sie aber an vielen Stellen schwach umgesetzt. Unter anderem bemängelte er, dass die Malcorianier nicht glaubwürdig als außerirdische Spezies dargestellt werden, sondern lediglich ein Spiegelbild der Menschheit des 20. Jahrhunderts sind. Unverständlich fand er auch, dass Rikers falsche Identität so leicht zu durchschauen ist. Minister Krola empfand DeCandido als einen ziemlich schlechten Klischee-Bösewicht.
Anlässlich des 50-jährigen Star-Trek-Jubiläums erstellte Daniel W. Drezner für die Washington Post eine Liste der zehn besten Star-Trek-Folgen. Erster Kontakt führte er darin auf Platz 10.
Stephanie Roehler erstellte 2021 für screenrant.com eine Liste der 20 besten Folgen von Raumschiff Enterprise – Das nächste Jahrhundert. Erster Kontakt landete dabei auf Platz 16.